# FestiVoix de Trois-Rivières
 (novembre 2023).
L'article doit être relu — et modifié si nécessaire — par des contributeurs indépendants pour apporter un regard critique aux contributions effectuées en violation des conditions d'utilisation de Wikipédia, tant sur la forme (notamment concernant le style encyclopédique, la proportionnalité) que sur le fond (la neutralité de point de vue, la qualité et l'indépendance des sources).
 (novembre 2023).
 (novembre 2023).
Le FestiVoix de Trois-Rivières est un festival d'été de musique au Québec (Canada), fondé en 1992, établi en plein cœur du centre-ville et du quartier historique de Trois-Rivières aux abords du fleuve Saint-Laurent. Il est considéré comme un festival majeur au   Québec.

## Historique
Anciennement connu sous le nom de l'International de l'Art Vocal, le festival créé en 1992 change de nom en 2007. Il offre chaque été 9 jours de festivités et pour un nombre approximatif de 300 000 spectateurs. 

## Programmation
La programmation du festival propose plus de 100 spectacles et concerts répartis sur 15 scènes intérieures et extérieures. Le FestiVoix est un événement culturel ayant pour but de mettre en valeur la voix des gens sous plusieurs styles musicaux (rock, jazz, poésie, chanson populaire, etc). Le FestiVoix de Trois-Rivières, qui se tiendra du 26 juin au 6 juillet, propose une programmation exceptionnelle avec 130 spectacles à découvrir. Cette année, le festival accueille une quarantaine d'artistes supplémentaires par rapport aux éditions précédentes. Parmi les têtes d’affiche figurent des artistes comme Milky Chance, Simple Plan, Our Lady Peace, Billy Talent, et Shaggy. Des artistes québécois tels qu'Ariane Moffat, Souldia, Diane Tell, Émile Bilodeau, Marilou, Vilain Pingouin et Galaxie enrichiront également l'événement, se produisant sur 15 scènes différentes dans le centre-ville de Trois-Rivières.

### Passeports
Le record de billets vendus pour le Festivoix de 2010 (12 000 billets) est battu en 2015 avec 24 000 billets (passeports et billets à la journée). Le festival attire également cette année-là plus de 30 % de spectateurs n'étant pas originaires de la Mauricie.
Le précédent record de 2015 est surpassé en 2016 pour la vingt-troisième édition avec 28 000 billets vendus.
L’édition 2017 surpassera les attentes, quelques semaines avant le début du FestiVoix, l’organisation annonce que les 15 000 passeports disponibles en prévente ont tous été vendu, une première en plus de 24 années d’existence. En effet, un nouveau nombre record de 30 207 festivaliers se sont prévalus de leurs droits d’entrée, consolidant la position du festival parmi les événements culturels majeurs québécois.

### Artistes invités
Certains artistes ayant participé au festival, toutes éditions confondues :
- Bad Religion
- Billy Talent
- Bran Van 3000
- Coeur de Pirate
- Dubmatique
- Les Colocs
- Drake
- Éric Lapointe
- Gloria Gaynor
- Grand Corps Malade
- Hedley
- INXS
- Jean Leloup
- Joan Jett
- La Compagnie Créole
- Les Cowboys Fringants
- Loco Locass
- Marie-Mai
- Michel Fugain
- Millencolin
- Nelly Furtado
- Patrick Watson
- Plume Latraverse
- Robert Charlebois
- Salomé Leclerc
- Simple Plan
- The Offspring
- The Temptations
- The Tragically Hip
- Three Days Grace
- Zachary Richard

## Logos successifs

Ancien logo de l'International de l'art vocal (1992-2007).
Logo précédant du Festivoix (2007-2014).

## Annexes

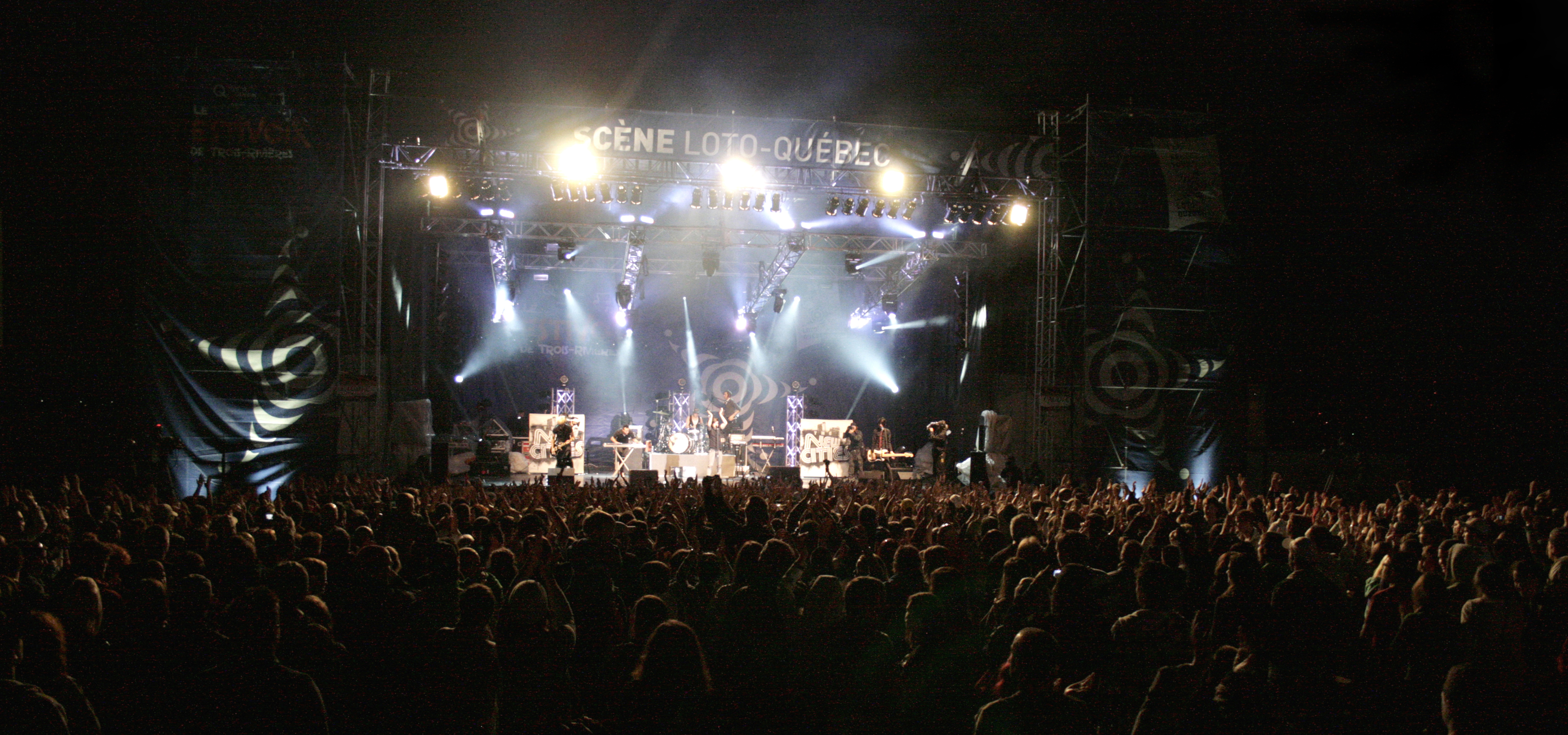
Scène Loto-Québec en 2010.